# Segelfluggelände Amöneburg

i7
i11
i13
Das Segelfluggelände Amöneburg liegt in der Stadt Amöneburg im Landkreis Marburg-Biedenkopf in Hessen, etwa 1 km südwestlich des Zentrums von Amöneburg.

## Flugbetrieb
Das Segelfluggelände ist mit einer 650 m langen und 30 m breiten Start- und Landebahn aus Gras (Richtung 05/23) und mit einer 200 m langen und 25 m breiten Start- und Landebahn aus Gras (Richtung 04) ausgestattet. Das Gelände weist von Südwesten (Höhe 209 m) nach Nordosten (Höhe 240 m) einen erheblichen Höhenunterschied auf. Es besitzt eine Betriebszulassung für Segelflugzeuge und Motorsegler. Segelflugzeuge starten per Flugzeugschlepp oder Windenstart. Der Halter und Betreiber des Segelfluggeländes ist der Flugsportvereinigung Blitz e. V. Der Verein wurde 1932 gegründet.